# 得月樓 (香港)

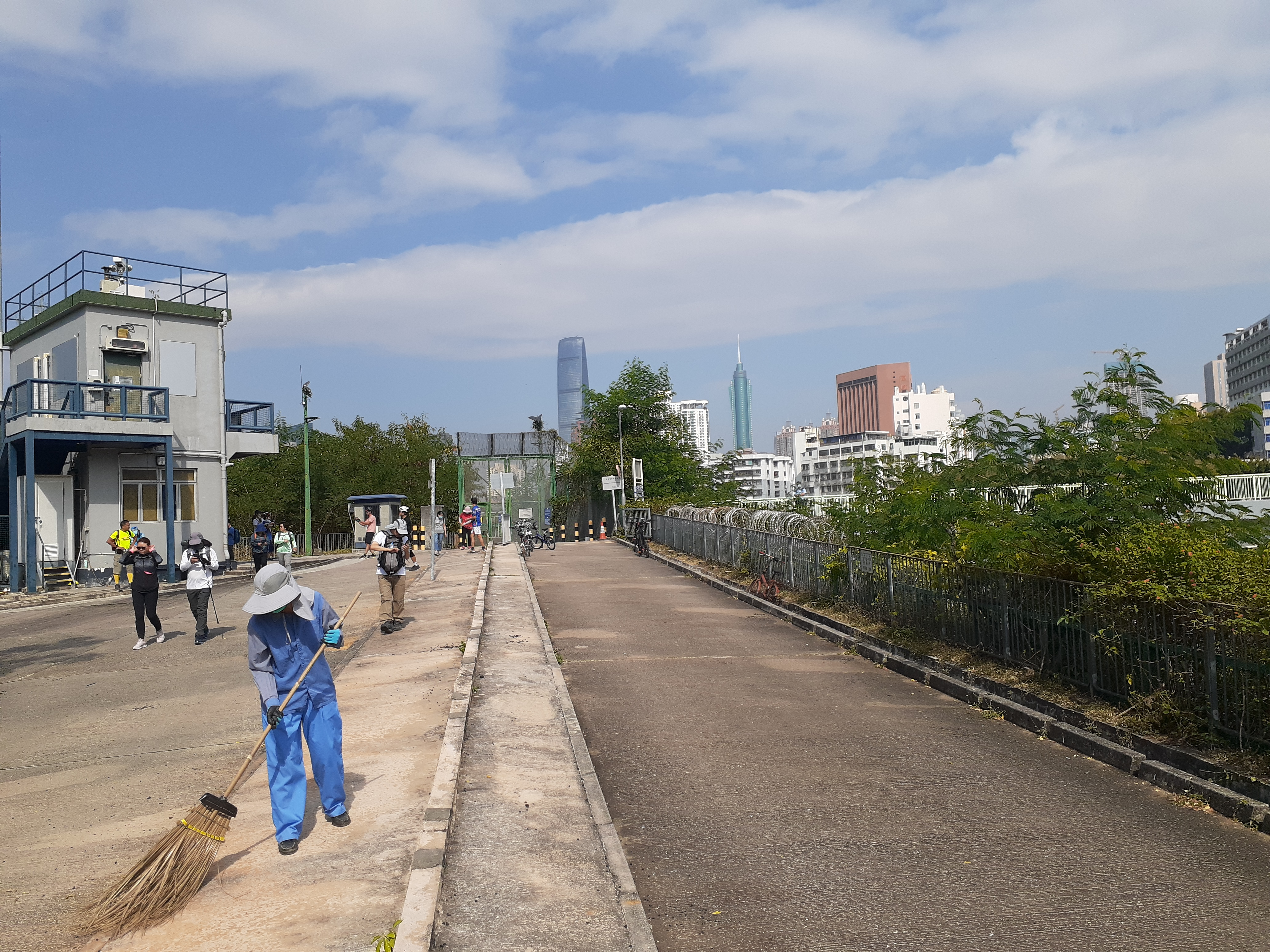
得月樓警崗

得月樓（英語：Tak Yuet Lau）是位於香港新界北區的一條非原居民村落，隸屬於打鼓嶺區鄉事委員會。

## 歷史
得月樓位處香港及深圳的邊陲，被深圳河、梧桐河和雙孖鯉魚山所圍繞。該村在羅湖和料壆之間，早於20世紀初或更早，羅湖袁氏和料壆馮氏原居民已在此地開墾農田和果園，後來在梧桐河河邊和大石磨山腳建屋聚居，得月樓一帶有多個羅湖袁氏祖墳。
隨著人口增多，得月樓於1932年正式立村。二戰結束前，當地曾設有一家同名的茶樓。1970年代，得月樓村前的農田改為一個大漁塘。1999年，梧桐河河道改善工程展開，得月樓村位於梧桐河橋頭的一部份須拆卸，漁塘亦被填平荒廢，現時只剩下大石磨山腳尚有民居。
得月樓過往屬於邊境禁區範圍，居民須持有禁區許可證（禁區紙）方可進內，直到2013年始獲解禁。由於東鐵羅湖站仍屬禁區範圍，只有持禁區紙的居民可經羅湖站進出上水和市區。得月樓開放後頗受遊人歡迎，位於村口的得月樓警崗是熱門集合地點。

## 外部連結
- 居民代表選舉得月樓（打鼓嶺區）的劃定現有鄉村範圍（2019至2022年） （页面存档备份，存于）